# Gorbea
Gorbea är en kommun i Chile.   Den ligger i provinsen Provincia de Cautín och regionen Región de la Araucanía, i den södra delen av landet, 700 km söder om huvudstaden Santiago de Chile. Antalet invånare är 13 990. Arean är 695 kvadratkilometer.
Terrängen i Gorbea är kuperad åt sydväst, men åt nordost är den platt.
I omgivningarna runt Gorbea växer huvudsakligen savannskog. Runt Gorbea är det glesbefolkat, med 17 invånare per kvadratkilometer.